# Escudo de Andorra
El escudo de armas de Andorra es junto con la bandera, el símbolo oficial del Principado según establece su Constitución en el artículo 2.2 y está regulado por la Ley sobre el uso de los signos del Estado. Su descripción heráldica puede establecerse por el blasón siguiente:

Escudo tradicional andorrano
El escudo del Principado de Andorra tradicionalmente ha sido formado por cuatro casas, dos correspondientes a cada uno de los dos copríncipes.
Las cuatro casas tradicionales son:
1. la del Obispado, representada por una mitra y un báculo dorados sobre fondo rojo;
2. la de Cataluña;
3. la de Foix;
4. la de Bearn.

El escudo puede ir acompañado de la divisa "Virtus Unita Fortior" (La virtud unida es más fuerte). El escudo puede ir rodeado de una aureola, de un pergamino o coronado con los emblemas del señor (corona, gorro). En algún momento de la historia de Andorra los colores han sufrido variaciones, ha desaparecido una de las cuatro casas dentro del escudo e incluso se han separado los elementos de una casa como, por ejemplo, cuando se ha puesto la mitra y el báculo en dos cuadrantes separados.
Consell General d'Andorra, Punto 1 del Anexo de la Ley sobre la utilización de los signos de estado, de 20-6-96. 

Como recuerda la Ley sobre el uso de los signos del Estado, el escudo del Principado de Andorra ha estado formado tradicionalmente por la reunión de los emblemas de cuatro casas, alusivas de dos en dos a cada uno de los dos Copríncipes durante el Antiguo Régimen.
El diseño oficial representa el escudo andorrano sobre un pergamino y en ocasiones, timbrado con los atributos señoriales, ya sea el capel o la corona.

## Cuarteles del escudo
La Ley de utilización de los símbolos del Estado de Andorra dice así en su anexo:

El escudo del Principado de Andorra tradicionalmente ha estado formado por cuatro casas, dos correspondientes a cada uno de los dos Copríncipes.

Las cuatro casas tradicionales son:
1. la del Obispado, representada por una mitra y un báculo dorados sobre fondo rojo;
2. la de Cataluña;
3. la de Foix;
4. la del Bearne.

Según la normativa oficial, el escudo de Andorra se compone de los siguientes cuarteles:
1. Primer cuartel: armas del Obispado de Urgel, en la provincia española de Lérida.
2. Segundo cuartel: armas del antiguo Condado de Foix, actual comuna francesa de Foix.
3. Tercer cuartel: armas de Cataluña.
4. Cuarto cuartel: armas del antiguo Vizcondado del Bearne, hoy parte integrante del departamento francés de los Pirineos Atlánticos.

|                                                                 |
| Escudo de las altas autoridades Copríncipes y Jefe del Gobierno |

## Evolución

s.XIII-s.XVI
1580-?
Escudo del copríncipe episcopal ca.1800-1959
Escudo del coprícipe laico ca.1870-1959
ca.1800-1959
Versión utilizada de la bandera de 1931-1949
1949-1959
1959-Presente